# Hatkachora
Hatkachora è una suddivisione dell'India, classificata come census town, di 6 054 abitanti, situata nel distretto di Bastar, nello stato federato del Chhattisgarh. In base al numero di abitanti la città rientra nella classe V (da 5 000 a 9 999 persone).

## Geografia fisica
La città è situata a 19° 03' 13 N e 82° 02' 02 E.

## Società

### Evoluzione demografica
Al censimento del 2001 la popolazione di Hatkachora assommava a 6 054 persone, delle quali 3 096 maschi e 2 958 femmine. I bambini di età inferiore o uguale ai sei anni assommavano a 776, dei quali 394 maschi e 382 femmine. Infine, coloro che erano in grado di saper almeno leggere e scrivere erano 3 892, dei quali 2 236 maschi e 1 656 femmine.